# 2017-es magyar teniszbajnokság
A 2017-es magyar teniszbajnokság a száztizennyolcadik magyar bajnokság volt. A bajnokságot szeptember 25. és október 1. között rendezték meg Székesfehérváron, a Kiskút Tenisz Klubban.

## Eredmények
| Versenyszám  | Arany                              | Arany | Ezüst                                                        | Ezüst | Bronz | Bronz |
| ------------ | ---------------------------------- | ----- | ------------------------------------------------------------ | ----- | --- | ----- |
| Férfi egyéni | Piros Zsombor MTK                  |       | Valkusz Máté Golden Ace STC                                  |       | Filipenkó Viktor Siófoki SpartacusMakk Péter Építők-Apollo TC                                                         |       |
| Női egyéni   | Bondár Anna MTK                    |       | Bukta Ágnes Budaörsi SC                                      |       | Nagy Adrienn MTKBudai Enikő Anna Ábris Team 2010 TSE                                                                  |       |
| Férfi páros  | Marozsán Fábián, Szintai Dávid MTK |       | Balla Péter, Filipenkó Viktor Budaörsi SC, Siófoki Spartacus |       | Buzonics Dominik, Velcz Zsombor Tenisz Műhely, Match-Point TCKovács Milán, Varga-Tóth Olivér Fagyas Team, Budaörsi SC |       |
| Női páros    | Gécsek Fanni, Nagy Adrienn MTK     |       | Bukta Ágnes, Visontai Tímea Budaörsi SC, MTK                 |       | Jánosi Luca, Szabanin Natália Győri AC, MTKDe Paola Viviana, Tsereteli Alexandra Ábris Team 2010 TSE, Metro RSC       |       |